# 카드모스
카드모스(그리스어: Κάδμος)는 그리스 신화에 등장하는 인물로, 테베를 건설한 자로 알려져 있다.

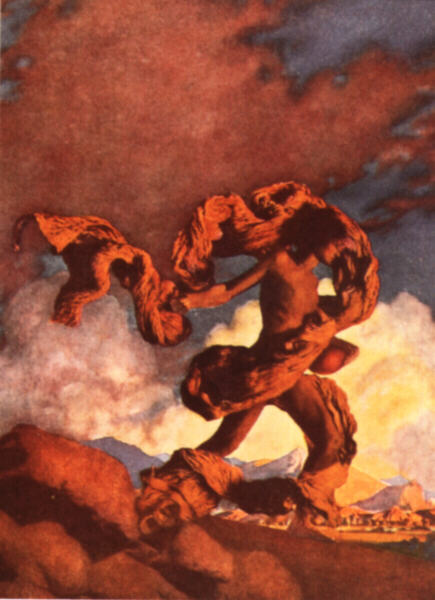
카드모스

## 출신
신화 속에서, 카드모스는 원래 페니키아의 왕자이었던 것으로 묘사된다. 그는 포이닉스, 킬릭스, 에우로페와 남매지간이었다. 그의 출신 지역으로 인해, 카드모스는 페니키아 알파벳을 그리스에 최초로 들여온 자로도 알려져 있다.

## 카드모스의 전설

### 테베의 건설
포이니케 지방에 있던 티로스의 왕 아게노르는 딸 에우로페가 흰황소로 변한 제우스에게 끌려가게 되자 아들 카드모스를 보내어 찾아보게 했다. 카드모스는 동생을 찾으러 길을 떠났는데 도중에 델포이에 들러 신탁을 들었는데 아폴론은 동생을 찾는 일은 그만두고 도중에 암소를 만나면 그 암소를 따라가서 그 암소가 눕는 곳에다가 나라를 세우라고 일러준다. 과연 도중에 카드모스는 암소를 만나게 되는데 그 암소를 따라가서 암소가 눕는 장소에 이르는데 바로 이곳에 나중에 위대한 테베가 되는 곳이다.
카드모스는 부하들을 보내어 신에게 제물을 바칠 때 쓸 술 대신 물을 길어오게 하는데 그만 부하들이 샘물을 지키던 아레스의 용에게 살해당하고 만다. 카드모스는 그 용을 죽이고 아테나 여신의 지시에 따라 용의 이를 땅에 뿌린다. 그러자 땅에 떨어진 용의 이빨에서 용아병들이 솟아 오른다. 카드모스는 그 전사들에게 돌을 던졌는데 이들은 서로가 돌을 던졌다 의심하며 죽이고 죽는 싸움을 하게 되고, 마지막에 다섯 명만이 남게 되었다. 이들 다섯 명이 카드모스를 도와 테베를 세우게 되고 테베의 조상이 된다. 하지만 카드모스가 자신의 용을 죽였다는 사실을 알고 아레스가 분노하자 속죄의 의미로 8년간 아레스의 종으로 살았다.

### 카드모스의 후손들
카드모스가 8년 간의 종살이를 마치자 아레스는 그를 용서하고 인정하는 의미로 카드모스에게 자신과 아프로디테 사이 태어난 하르모니아를 아내로 맞게 한다. 이들 사이 아들 폴리도로스와 네 명의 딸인 아가우에, 아우토노에, 이노, 세멜레가 태어난다. 이들 결혼식에 많은 신이 참여했는데 헤파이스토스가 신부에게 만들어준 목걸이는 나중에 그 목걸이의 주인들에게 차례차례 재앙을 안겨주며, 이는 많은 그리스 비극의 주제가 된다.
카드모스와 하르모니아는 아가우에의 아들 펜테우스에게 테베의 왕좌를 물려주고 일리리콘 지방으로 옮겨 살았다. 그곳에서 카드모스는 용으로 변했다고 한다.
| 전임 오기게스 | 테베의 왕 | 후임 펜테우스 |

## 같이 보기
- 카드뮴
- 테우메소스의 여우
- 비블리오테케
- 오비디우스
- 가이우스 율리우스 히기누스
- 호메로스